# Stade Poitevin FC
Stade Poitevin Football Club to francuski klub piłkarski z siedzibą w mieście Poitiers. Został założony w 1921 roku. Klub (zwany wówczas Stade Poitevin) spędził sezon 1995/96 w Ligue 2.

## Historia nazw
- 1921-1952: Sporting Club Poitevin
- 1952-2002: Stade Poitevin Patronage des Écoles Publiques de Poitiers
- 2003-2006: Stade Poitevin Football
- 2006-2007: Poitiers Foot 86
- 2007-2018: Poitiers Football Club
- Od 2018: Stade Poitevin Football Club

## Sztab szkoleniowy

### Menadżerowie
- Lionel Charbonnier (2002-2004)
- Laurent Croci (2004-2005)
- Jean-Luc Charrier (2005-2007)